# Boris Pastoukhoff
Boris Pastoukhoff est un peintre né en 1894 à Kiev et décédé en 1974 à Londres[source insuffisante].

## Biographie
Il a été marié à Lydia Oulsky puis a vécu avec Julia Worswick, son élève née Julia Pavlovna Dragunova (1903, Sébastopol - 1976 Londres).
Élève à Kiev de Alexandre Mourachko , il émigre à la révolution russe en 1917 en Serbie puis Yougoslavie puis s'installe à Paris en 1930.

## Œuvre
Il a été exposé en 1937 à la Galerie Charpentier à Paris.
Le 12 août 1952 et le 24 juin 1955, il reçoit deux commandes de l'état français.
Certaines de ses œuvres sont visibles à l'hôtel Lancaster à Paris, où il a séjourné pendant une dizaine d'années ; sans le sou, il payait sa chambre en y exposant ses toiles. Il a notamment réalisé, en 1947, un portrait de Danielle Darrieux qui a été vendu aux enchères pour 30 000 euros en 2009.